# SERIES-2
SERIES-2 est une mission spatiale scientifique développée dans le cadre du programme CLPS de l'agence spatiale américaine, la NASA, dont l'objectif est d'étudier les propriétés de la surface et de la structure interne de la face cachée de la Lune. La mission, qui est développée par l'institut de recherche Draper de Cambridge, doit être lancée en 2025 et se poser à l'intérieur du cratère Schrödinger. La mission emporte notamment les sismomètres Farside Seismic Suite.

## Contexte et historique
Le programme Artemis de la NASA a pour objectif de ramener les hommes à la surface de la Lune vers 2025. Un programme d'exploration scientifique robotique est implémenté de manière complémentaire, dont le développement est largement sous-traité à des entreprises œuvrant dans le spatial auxquelles il est fait appel dans le cadre du programme CPLS. C'est ainsi qu'en juin 2022, l'agence spatiale américaine sélectionne l'institut de recherche Draper de Cambridge pour le développement de la mission robotique SERIES-2. Celle-ci qui devrait être la huitième mission du programme, doit se poser dans le cratère Schrödinger sur la face cachée de la Lune pour étudier les caractéristiques de la surface et de l'intérieur de la Lune (flux thermique, sismicité). C'est la première fois que l'agence spatiale américaine posera un engin spatial sur la face cachée de la Lune, une première réalisée récemment par la Chine. Le contrat souscrit porte sur un montant de 73 millions US$. 
Draper est d'une part l'industriel chef de file du projet et d'autre part il fournit le système de navigation, contrôle guidage pour la descente vers le sol lunaire. Il gère le programme et pilote la conception, les tests et la mission proprement dite. La société japonaise ispace technologies, conceptrice des petits atterrisseurs lunaires Hakuto-R dont le premier vol a lieu fin 2022, est chargée de concevoir l'atterrisseur qui sera fabriqué, assemblé et testé par Systima Technologies, division de Karman Space & Defense. General Atomics est chargé de l'intégration des instruments et des tests de leur fonctionnement.

## Objectifs
Le cratère Schrödinger, dans lequel la sonde spatiale doit se poser, est un des plus jeunes cratères d'impact de la surface lunaire et comporte des traces d'activité volcanique remontant à un passé proche d'un point de vue géologique. L'impact a fait émerger des matériaux de la croute profonde et du manteau supérieur. Selon la NASA, une importante éruption volcanique a eu lieu sur le site. La mission doit permettre d'étudier l'activité géophysique sur la face cachée de la Lune ce qui permettra de mieux comprendre le système solaire et contribuera à la préparation de l'exploration de la surface par les astronautes du programme Artemis. 

## Instruments scientifiques

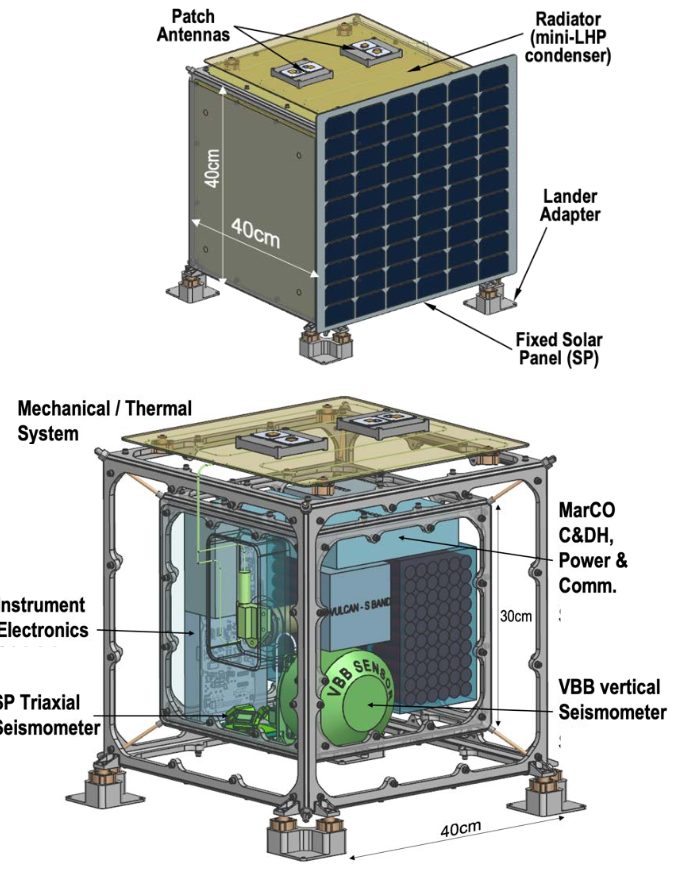
Schéma externe et interne du double sismomètre Farside Seismic Suite (FSS).

L'atterrisseur emporte trois instruments représentant une masse totale de 65 kilogrammes qui doivent étudier l'activité sismique, mesurer les flux thermiques entre les profondeurs de la Lune et la surface et mesurer la conductivité électrique à l'intérieur de la Lune :
- FSS (Farside Seismic Suite) est une suite instrumentale qui doit mesurer l'activité sismique de la face cachée de la Lune. Elle doit permettre de mieux comprendre l'activité tectonique dans cette région, permettre de mesurer la fréquence d'impact des petits météorites et fournir des informations sur la structure interne de la Lune. L'instrument comprend deux sismomètres un appareil à bande large d'une part développé  en collaboration avec l'agence spatiale française (le CNES) et un sismomètre à courte période SP d'autre part. Le développement est piloté par le Jet Propulsion Laboratory. L'instrument est complètement autonome (énergie, télécommunications, régulation thermique) ce qui lui permet de fonctionner après la fin de vie de l'atterrisseur[1],[4] ;
- LITMS ( Lunar Interior Temperature and Materials Suite) comprend deux instruments. Le Lunar Instrumentation for Thermal Exploration with Rapidity est une sonde associé à une foreuse permettant de mesurer les flux thermiques sous la surface. Lunar Telluric Currents mesure le champ électrique interne. L'instrument est développé par le Southwest Research Institute[1] ;
- LuSEE (Lunar Surface ElectroMagnetics Experiment) doit mesurer les phénomènes électromagnétiques à la surface de la Lune. L'objectif est de mesurer les conditions qui contrôlent le potentiel électromagnétique de la Lune qui à son tour joue un rôle dans le transport de la poussière. LuSEE effectue également des mesures des ondes de plasma pour déterminer les caractéristiques de l'ionosphère lunaire et les interactions du vent solaire et du plasma magnétosphérique avec la surface de la Lune et les champs magnétiques de la croûte. Par ailleurs, l'instrument effectuera des mesures des fréquences radio sensibles pour mesurer les émissions radio du Soleil et des planètes. LuSEE est développé en collaboration avec le CNES et piloté par le laboratoire spatial de Berkeley (Université de Californie)[1].

## Liaisons avec la Terre
Dans la mesure où la mission se déroulera sur la face cachée de la Lune, aucun communication directe avec la Terre n'est possible. Draper a prévu de faire construire deux CubeSats par Blue Canyon Technologies qui seront déployées avant l'atterrissage et joueront le rôle de relais.